# La Vierge et le Gitan
Pour plus de détails, voir Fiche technique et Distribution.
La Vierge et le Gitan (The Virgin and the Gypsy) est un film britannique réalisé par Christopher Miles, sorti en 1970.

## Fiche technique
- Titre : La Vierge et le Gitan
- Titre original : The Virgin and the Gypsy
- Réalisation : Christopher Miles
- Scénario  : Alan Plater, d'après le roman de D. H. Lawrence
- Photographie : Robert Huke
- Musique : Patrick Gowers
- Montage : Paul Davies
- Décors : Terence Knight et David Brockhurst
- Costumes : Deirdre Clancy
- Son : John Brommage et Bob Cox
- Pays d'origine : Royaume-Uni
- Format : Couleurs
- Genre : Drame et romance
- Durée : 95 minutes
- Date de sortie : 1970

## Distribution
- Joanna Shimkus : Yvette
- Franco Nero : le Gitan
- Honor Blackman : Mrs. Fawcett
- Mark Burns : Major Eastwood
- Fay Compton : Grandma
- Maurice Denham : le recteur
- Kay Walsh : Tante Cissie
- Imogen Hassall : l'épouse du gitan
- Harriet Harper : Lucille
- Norman Bird : Oncle Fred
- Jeremy Bulloch : Leo
- Ray Holder : Bob
- Margo Andrew : Ella
- Janet Chappell : Mary
- Helen Booth : la cuisinière
- Laurie Dale : Thomas
- Lulu Davies : la grand-mère gitane